# Kreischa
Kreischa est une commune de Saxe (Allemagne), située dans l'arrondissement de Suisse-Saxonne-Monts-Métallifères-de-l'Est, dans le district de Dresde. Elle est bordée par Dresde, la capitale de Saxe et est composée de 14 arrondissements.

## Toponymie
Le nom provient du vieux-slave cryshowe, qui signifierait « village plié ».

## Histoire
Kreischa a été mentionné pour la première fois en 1282.

## Politique

### Subdivisions
- Babisnau
- Bärenklause
- Brösgen
- Gombsen
- Kautzsch
- Kleba
- Kleincarsdorf
- Lungkwitz
- Quohren
- Saida
- Sobrigau
- Theisewitz
- Kreischa-Wittgensdorf
- Zscheckwitz

### Jumelage
- Loffenau (Allemagne) depuis 1990

## Patrimoine

### Personnalités liées à la commune
- Rudolf Hugo Hofmann (3 janvier 1825 à Kreischa ; † 19 février 1917), théologien
- Helmut Nickel (1924-2017), auteur de bande dessinée né à Quohren.
- Marianne Kiefer (3 septembre 1928 à Dresde ; † 4 janvier 2008 à Kreischa), actrice
- Curt Querner (7 avril 1904 à Börnchen (de) ; † 10 mars 1976 à Kreischa)